# Mária Ivánka
Mária Ivánka (Budapeste, 23 de fevereiro de 1950) é um jogadora de xadrez da Hungria, com diversas participações nas Olimpíadas de xadrez. Mária participou das edições de 1969 a  1986 tendo conquistado cinco medalhas por participações individuais e seis por equipes. Na edição de 1974 conquistou a medalha de ouro no primeiro tabuleiro e nas edições de 1978 e 1980 a medalha de prata no segundo tabuleiro. Por equipes, conquistou a medalha de pratas nas edições de 1969, 1978, 1980 e 1986.